# Albert Weil
Albert Paul Moïse Weil (* 26. Dezember 1880 in Paris; † 5. Dezember 1945 ebenda) war ein französischer Segler.

## Erfolge
Albert Weil, der für den Cercle de la Voile d’Arcachon segelte, nahm an den Olympischen Spielen 1920 in Antwerpen als Skipper der Rose Pompon teil, deren Crew aus Robert Monier und Félix Picon bestand. Der einzige Konkurrent bei der Regatta war das niederländische Boot Oranje von Skipper Joop Carp. Da sich die Rose Pompon wegen Problemen mit dem Zoll verspätete, wurde die erste von drei Wettfahrten nicht ausgetragen. Die zweite und dritte Wettfahrt gewann jeweils die Oranje, sodass Weil, Monier und Picon die Silbermedaille erhielten.
Er machte einen Abschluss an der École des hautes études commerciales de Paris und arbeitete als Vermögensverwalter für Unternehmen. Weil, der mehrere Yachten besaß, war außerdem Oberstleutnant der Reserve und erhielt das Ritterkreuz der Ehrenlegion.